# Michael Faraday
Michael Faraday, FRS (Newington Butts bij Londen, 22 september 1791 – bij Hampton Court Palace, 25 augustus 1867) was een Brits natuur- en scheikundige. De natuurkundige William Henry Bragg, winnaar van de Nobelprijs in 1915, kenmerkte Faraday als volgt: "Prometheus heeft, zegt men, ons mensen het vuur geschonken; aan Faraday danken wij de elektriciteit".

## Biografie
Faraday was de derde zoon van James Faraday, een arme hoefsmid, en boerendochter Margaret Hastwell en kwam ter wereld in Newington Butts, Surrey (nu een wijk in Zuid-Londen). Hij kwam uit een gezin van vier kinderen. Voor Michaels geboorte woonden zijn ouders met de oudere zus Elisabeth (1787-1847) en broer Robert (1788-1846) in het kleine dorp Outhgill in het toenmalige graafschap Westmorland in het noorden van Engeland.
Maar ten tijde van de Franse Revolutie gingen de zaken slecht en moest het gezin Faraday noodgedwongen verhuizen en besloot in de nabijheid van Londen te gaan wonen. Vader Faraday vond werk bij ijzerwarenhandelaar James Boyd in de Londense wijk West End. Na Michael werd het gezin nog uitgebreid met een dochter, Margaret (1802-1862). Zijn streng religieuze familie behoorde tot een kleine christelijke gemeente, de Sandemanians, die Faraday – als toegewijd christen – de nodige geestelijke ondersteuning verschafte tijdens zijn leven.

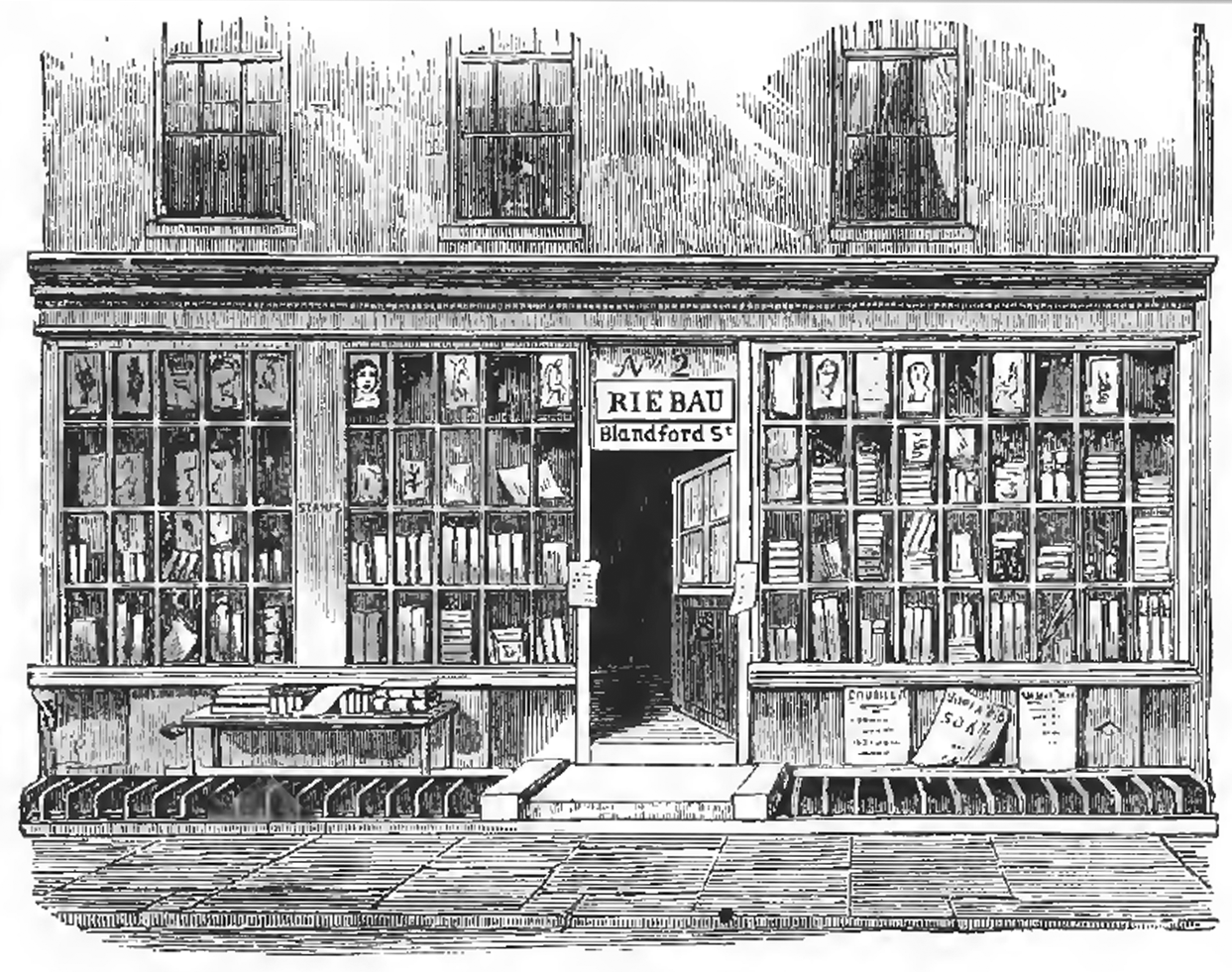
Winkel van Riebau waar Faraday leerjongen werd.

Met alleen lagere school ging hij op dertienjarige leeftijd als leerjongen bij de boekbinder George Riebau in Blandford Street werken. Daar raakte hij gefascineerd door wetenschap. Van zijn vrije uren maakte hij gebruik om de boeken die hij bij de hand had, vooral die over natuur- en scheikunde, al lezend te doorgronden. De verschijnselen die hij op deze manier leerde kennen, onderzocht hij door allerlei experimenten te doen.
Hij werd lid van een wetenschappelijke vereniging, de City Philosophical Society in Londen, die iedere week lezingen, debatten en experimenten organiseerde. De eerste lezing die Faraday hield, handelde over de aard van elektriciteit.

### Wetenschappelijke carrière
Aangemoedigd door zijn baas bezocht Michael in december 1810 bij het Royal Institution te Londen vier colleges van de Engelse scheikundige Humphry Davy, voorzitter van de Royal Society, en John Tatum. Van William Dance, een van Riebau's klanten, had hij toegangskaarten gekregen nadat Dance had vernomen dat de jonge Faraday interesse had voor de wetenschap.
Van elke lezing hield hij alles nauwkeurig bij en voegde er schematische tekeningen en grafieken aan toe. In de hoop een baan bij het instituut te krijgen, zond hij de netjes ingebonden aantekeningen naar Davy. In eerste instantie werd Faraday afgewezen omdat Davy al een assistent had. Maar nadat deze wegens nalatigheid was ontslagen, moest Davy op zoek naar een vervanger.
Tot zijn grote vreugde werd Faraday in 1813 door Davy gevraagd om diens persoonlijke assistent te worden. Hoewel het salaris lager was dan wat hij verdiende in de boekhandel greep hij de geboden kans met beide handen aan. Een jaar na zijn aanstelling vergezelde hij sir Humphry en lady Davy op een grote Europese rondreis en bezocht hij landen als Frankrijk, Zwitserland, Italië en het latere België. Gedurende de reis ontmoette hij enkele van Europa's grootste geleerden, zoals de Italiaanse natuurkundige Alessandro Volta, de Franse natuur- en wiskundige André-Marie Ampère en de Franse scheikundige Nicolas-Louis Vauquelin.
Terug in Londen besloot Faraday, naast zijn werk als assistent voor Davy, om zelf onderzoek te doen. Door zijn werk op het gebied van elektromagnetisme werd hij in 1824 gekozen tot Fellow of the Royal Society en het jaar daarop – als opvolger van Davy – directeur van de Royal Institution te Londen. In het laboratorium van dit instituut deed hij vele ontdekkingen en gaf hij ook zijn vermaarde Christmas Lectures.
Naast zijn werk bij het Royal Institution had Faraday – vanwege de extra inkomsten – nog enkele officiële aanstellingen, waaronder wetenschappelijk adviseur bij Trinity House (1836-1865) en professor scheikunde bij de Royal Military Academy (1830-1851) in Woolwich.

### The Royal Institution Christmas Lectures

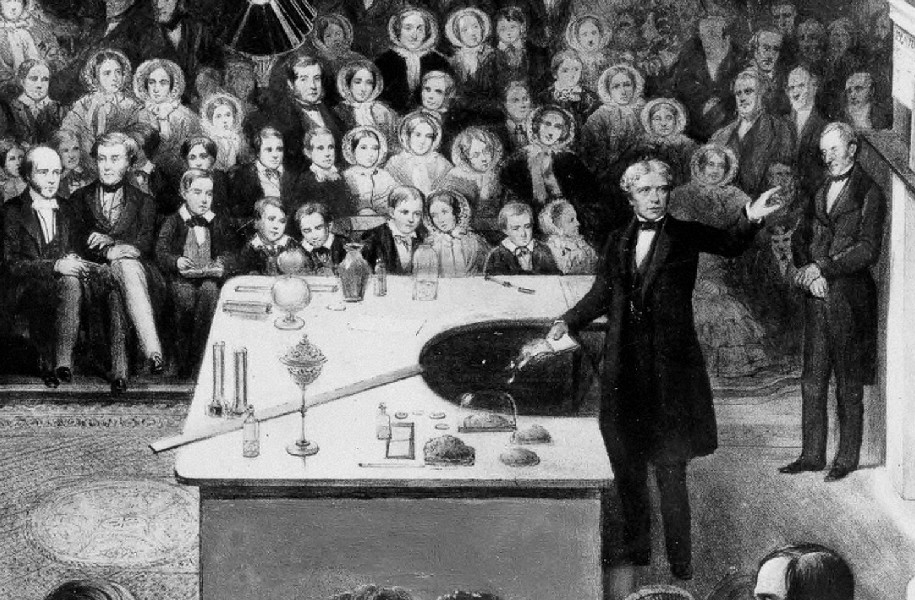
Kerstmislezing van Faraday in 1856

Naast een begaafd experimenteel natuurkundige was Faraday tevens een bekwaam leraar die zijn lessen op een boeiende wijze wist te presenteren. Zijn jaarlijkse openbare lezingen met Kerstmis, inclusief spectaculaire demonstraties, waren beroemd en werden bezocht door talrijke bekende mensen zoals leden van het Britse Koninklijk Huis: verschillende keren woonden koningin Victoria en haar man prins Albert Faraday's lezingen bij. Hij wordt daarom gezien als de man die in 1825 de basis legde voor wat tegenwoordig bekendstaat als de Royal Institution Christmas Lectures, nog altijd jaarlijks in Londen gehouden door de Royal Institution of Great Britain. In 1827, 1829, 1832, 1835, 1837, 1841, 1843, 1845, 1848 en van 1851 tot en met 1860 sprak hij daar zelf over de onderwerpen scheikunde en elektriciteit.

## Werk en ontdekkingen

### Scheikunde
Gedurende de jaren 1810 en 1820 werkte Faraday als laboratoriumassistent voor de hoogleraar Davy en diens opvolger William Thomas Brande. Binnen enkele weken vertrouwde mentor Davy hem de bereiding toe van gevaarlijke instabiele chemische verbindingen, zoals stikstoftrichloride. Vermoedelijk kreeg Faraday gedurende hun gezamenlijke rondreis door Europa dagelijks privéles van Davy. Onderweg voerden ze proeven uit. Onder het toeziend oog van Louis Gay-Lussac isoleerden ze het element lood en in de Accademia del Cimento in Florence verbrandden zij met een lens een diamant in zuurstofgas tot koolstofdioxide. Hiermee toonden ze aan dat diamant een verschijningsvorm van koolstof is.
Terug in Londen stond hij Davy bij toen deze de mijnlamp (1816) en de kathodische bescherming uitvond. In 1819 was Faraday opgeklommen tot een vooraanstaand scheikundige in Engeland. Tussen 1818 en 1822 werkte hij nauw samen met medisch instrumentmaker James Stoddart om de kwaliteit van staal te verbeteren.
In 1823 ontdekte hij hoe het scheikundige element chloor vloeibaar gemaakt kon worden, een gas waarvan werd aangenomen dat het niet vloeibaar gemaakt kon worden. En in 1825 ontdekte hij de tot dan toe onbekende verbinding benzeen (C6H6), de eerste en eenvoudigste vorm van vele aromatische koolwaterstofverbindingen die gevonden werden.
Een prestatie van Faraday die minder vaak wordt vermeld, is dat hij ook de rubberen luchtballon uitvond. In plaats van dierlijke ingewanden, waarvan al honderden jaren ballonnen werden gemaakt, waren Faraday's ballonnen hygiënischer: ze bestonden uit twee tot een zak aan elkaar 'gelaste' vellen rubber. Gevuld met waterstofgas gebruikte hij deze bij zijn experimenten bij het Royal Institution. In 1832 en 1838 kreeg hij de Copley Medal. Verder tweemaal (1835 en 1846) de Royal Medal en 1846 de Rumford Medal.

### Elektromagnetisme

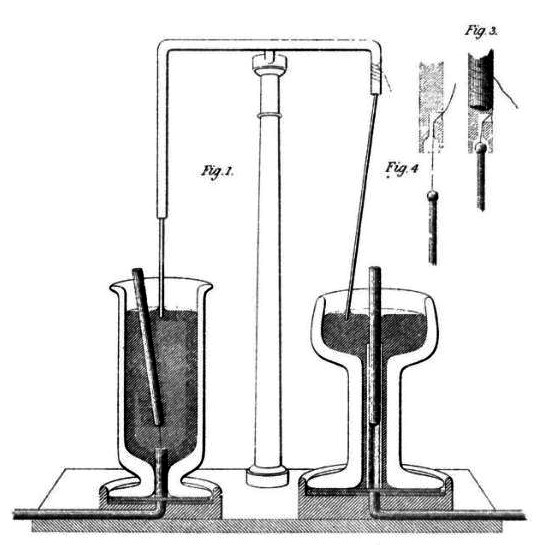
Experiment met elektromagnetische rotatie (1821)

In 1820 ontdekte de Deense natuurkundige Hans Christian Ørsted dat een magneetnaald van richting verandert zodra deze in de buurt wordt gebracht van een stroomvoerende geleider. Aan de hand van dit verschijnsel begon Faraday experimenten te doen en ontdekte hij de relatie tussen elektriciteit en magnetisme. Zelf veronderstelde hij dat dit kwam doordat de elektrische stroom cirkelvormige magnetische krachtlijnen rond de draad liet ontstaan.
Door een stroomdraad tussen de polen van een hoefijzermagneet te spannen toonde hij aan hoe elektrische en magnetische krachten veranderen. De op elkaar inwerkende krachten doen de draad ronddraaien – het basisprincipe van de elektromotor. In 1821 ontdekte en demonstreerde hij de eerste elektromotor: de homopolaire motor.
Faraday was ervan overtuigd dat magnetisme elektriciteit kon opwekken. Op 29 augustus 1831 ontrafelde hij het verschijnsel van elektromagnetische inductie, oftewel opwekking van elektrische stroom in een geleider die beweegt in een magnetisch veld. Hiervoor gebruikte hij twee rond een ring van weekijzer gewonden draadspoelen. Met aan de ene spoel een batterij en aan de andere een galvanometer (een instrument om de stroomsterkte te meten) bevestigd, gaf de meter alleen uitslag wanneer hij de stroom in de eerste spoel in- of uitschakelde.
Faraday merkte dat als de kracht van een magneetveld toe- of afnam er een elektrische stroom ontstond. Oftewel: een verandering in magneetsterkte doet een stroom ontstaan. Op basis van Faraday's experimenten ontwierp de Fransman Hippolyte Pixii in 1832 de eerste bruikbare dynamo, terwijl de Amerikaan Charles Grafton Page in 1837 een verbeterde versie van de elektromotor presenteerde.
De door hem opgestelde theorieën over inductie stelden de Schot Maxwell in 1865 in staat om zijn samenvattende Wetten van Maxwell te postuleren. Intussen vervolgde Faraday zijn elektrische experimenten. In 1832 toonde hij aan dat elektriciteit geïnduceerd door een magneet, voltaïsche elektriciteit uit een batterij en statische elektriciteit alle één en dezelfde waren.
Van groot belang waren zijn onderzoekingen naar de capaciteit van condensatoren. Mede hierdoor werd de eenheid van capaciteit, de farad, naar hem vernoemd.

### Elektrochemie
Faraday legde ook de basis voor de elektrochemie met een aantal experimenten met elektrolyse. Reeds in 1833 beschreef hij de beide naar hem genoemde elektrolysewetten. Via nauwgezet onderzoek kwam hij tot het inzicht in de hoeveelheden waarin de verschillende stoffen door elektrolyse werden gesplitst. Hij vond het belangrijk dat de instrumenten voor elektrolyseproeven gestandaardiseerde namen zouden krijgen, en hij vroeg de filosoof en wiskundige William Whewell in Cambridge om advies. De namen die de klassiek geschoolde Whewell samen met Faraday introduceerde gebruiken we vandaag de dag nog: ion, elektrode, anode en kathode.

### Faraday-effect
Midden jaren 1840 begon Faraday aan een reeks experimenten waarin hij trachtte te ontdekken of elektromagnetisme invloed kan uitoefenen op de manier waarop licht gepolariseerd wordt door doorzichtige substanties. Na proeven met verschillende soorten glas ontdekte hij dat bij loodglas magnetisme inderdaad de polarisatie van licht beïnvloedt. Dit magneto-optisch effect werd naar hem vernoemd: het faraday-effect. Met zijn experiment toonde hij voor de eerste keer in de geschiedenis aan dat er een verband bestaat tussen licht, magnetisme en elektriciteit, algemeen bekend als elektromagnetische straling.

### Kooi van Faraday
De Kooi van Faraday is een constructie van elektrisch geleidend materiaal die statische elektrische velden buiten de kooi houdt. Statische magnetische velden kunnen wel tot de kooi binnendringen.

## Persoonlijk

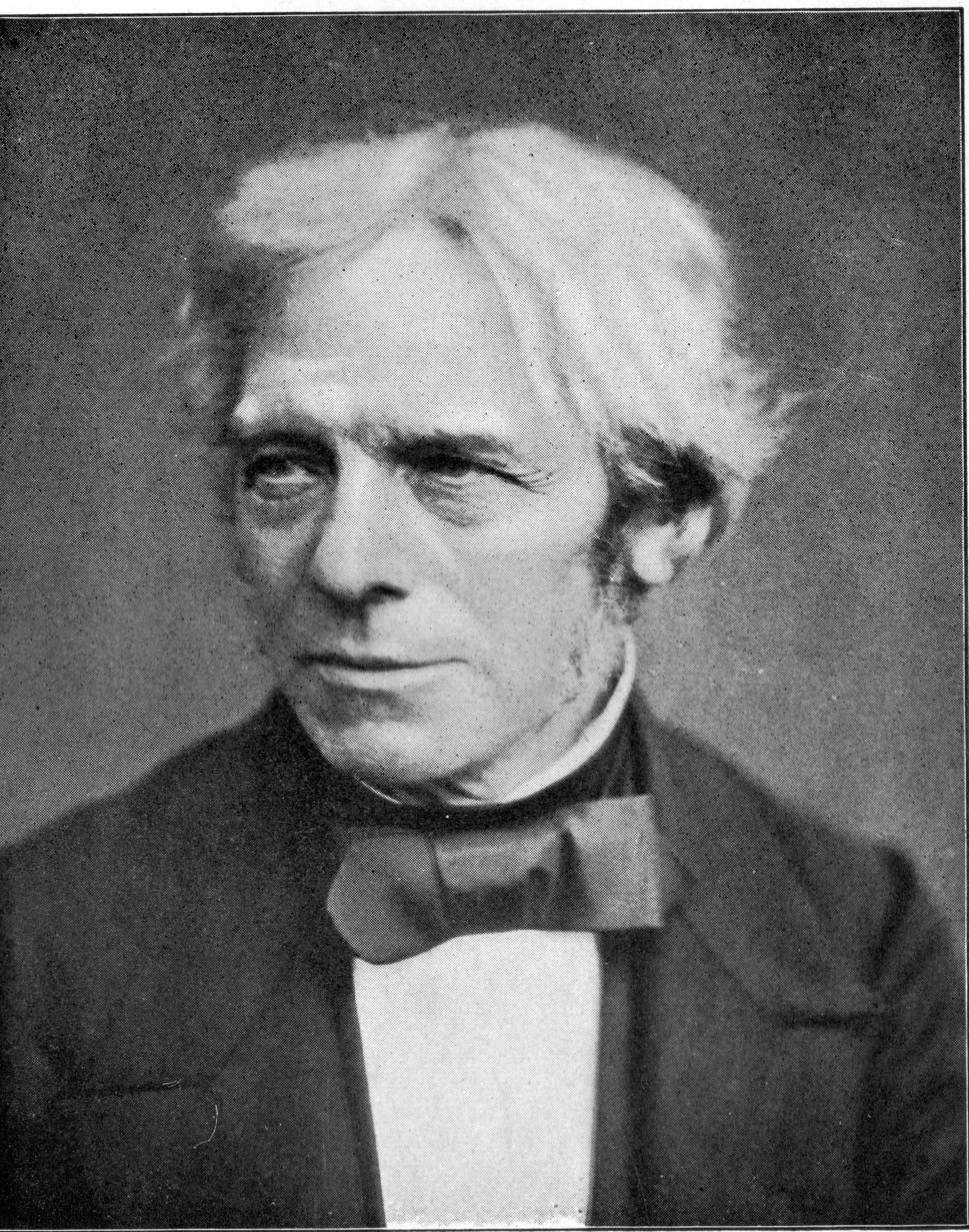
Michael Faraday (rond 1860)

Faraday trad op 12 juni 1821 in het huwelijk met Sarah Barnard (1800-1879), die hij had ontmoet tijdens een bijeenkomst van de Sandemanian kerk. Het huwelijk zou kinderloos blijven. Ondanks zijn grote wetenschappelijke prestaties koos Faraday ervoor om een heel eenvoudig en vroom leven te leiden. Veel eerbewijzen waarmee anderen hem wilden overladen wees hij nederig af. Consequent, doch beleefd wees hij een ridderschap van koningin Victoria af omdat hij "gewoon meneer Faraday" genoemd wilde blijven.
Begin 1855 verslechterde zijn mentale gezondheid. Zijn geheugen ging daarna zó snel achteruit dat hij steeds minder onderzoek kon doen. In 1865 ging hij officieel met pensioen. Echter terugvallen op spaargeld kon hij niet want zijn religie stond niet toe dat men geld spaarde. Al het verdiende geld moest worden verdeeld onder de behoeftige leden van de Sandemanian kerk. Vanwege zijn verdiensten voor het Britse koninkrijk verleende prins Albert Faraday het recht om gratis gebruik te maken van het Grace and Favor House te Hampton Court Palace, in het westen van Londen.
De laatste jaren van zijn leven kon Faraday zich nauwelijks meer bewegen en spreken. Hij overleed op 25 augustus 1867. Hij had een laatste rustplaats verdiend in de Westminster Abbey, maar prefereerde een eenvoudige begrafenis op het Highgate kerkhof in het noorden van Londen.

## Werken
Faraday is de auteur van de volgende wetenschappelijke werken:
- Experimental researches in Electricity and Magnetism (3 dln., 1839; 1844; 1855)
- Chemical manipulations (1842)
- The subject matter of a course of six lectures on the non-metallic elements (1853)
- Experimental researches in Chemistry and Physics (1859)
- The Chemical History of a Candle (1861, verslag van kerstlezing 1848)
- The Forces of Matter

## Wetten en begrippen die naar hem zijn vernoemd
- Inductiewet van Faraday
- Elektrolysewet van Faraday
- Constante van Faraday, de grootte van de elektrische lading per mol elektronen.
- Kooi van Faraday
- Farad, de eenheid van elektrische capaciteit.

- Bibsys: 90120051
- Biblioteca Nacional de España: XX1039322
- Bibliothèque nationale de France: cb12349936f (data)
- Biografisch Portaal: 40484912
- Catàleg d'autoritats de noms i títols de Catalunya: 981058512698106706
- CiNii: DA00754599
- Gemeinsame Normdatei: 118531921
- International Standard Name Identifier: 0000 0001 2278 4641
- Library of Congress Control Number: n50009174
- Nationale Bibliotheek van Letland: 000148329
- Mathematics Genealogy Project: 321683
- National Archives and Records Administration: 10582376
- Bibliotheek van het Japanse parlement: 00439208
- Nationale Bibliotheek van Tsjechië: nlk20000085344
- Nationale bibliotheek van Australië: 35075455
- Nationale Bibliotheek van Israël: 987007260919805171
- Nationale Bibliotheek van Polen: a0000001827370
- Nationale en Universitaire bibliotheek Zagreb: 000083896
- Nederlandse Thesaurus van Auteursnamen: 068442564
- Istituto Centrale per il Catalogo Unico: RAVV062480
- LIBRIS: 186653
- SNAC: w6sr9qmq
- Système universitaire de documentation: 032006152
- Trove: 819256
- Virtual International Authority File: 38158158
- WorldCat: E39PBJtgYKYyVggbfBXBxyc3wC